# Lossepladsen bløder
Lossepladsen bløder er en ep med Sebastian, udgivet i 1971. Den indeholder Sebastians første dansksprogede sang, titelnummeret "Lossepladsen bløder", som bl.a. var inspireret af Bob Dylans "Desolation Row" fra albummet Highway 61 Revisited (1965). Derudover indeholder ep'en de to engelsksprogede numre "Monkey" og "Time For Loving". På ep'en medvirker musikere fra bandet No Name, samt Paul Banks.
Om baggrunden for nummeret "Lossepladsen bløder" forklarede Sebastian i 1974, at han havde hørt noget dansksproget musik i radioen, som han syntes var så dårligt, at han mente, at han kunne lave noget, der var bedre. Sangen blev senere genindspillet til albummet Blød lykke fra 1974. I 2002 blev den indspillet på ny til Reminder, et støttealbum for FN i kampen mod racisme.
"Monkey" og "Time For Loving" blev genudgivet i 1981 på opsamlingsalbummet First time around  og siden på cd-genudgivelsen af The Goddess. I begge tilfælde anvendtes originalindspilningerne fra 1971.

## Numre
1. "Lossepladsen bløder" (6:38)[9]
2. "Monkey" (2:49)[10]
3. "Time For Loving" (3:10)[10]